# 新街口站 (北京市)
新街口站是一个位于北京市西城区新街口街道西直门内大街、赵登禹路交叉口附近，属于北京地铁4号线的地铁车站。

## 位置
这座车站位于新街口西，西直门内大街同赵登禹路交会口。

## 结构

### 车站楼层
新街口站为地下车站，岛式站台设计。
| G                 | 地面 | 出入口 |
| B1                | 站厅 | 客务中心、自动售票机、进出站闸机                                                                                      |
| B2                | 站台 | \| \| \| █ 4号线往安河桥北（西直门） \| \| 島式 · 開左邊车门 \| \| \| \| \| \| █ 4号线往天宫院（大兴线）（平安里） \| |
|                   |      | █ 4号线往安河桥北（西直门）                                                                                           |
| 島式 · 開左邊车门 |      | |
|                   |      | █ 4号线往天宫院（大兴线）（平安里）                                                                                   |

### 站厅

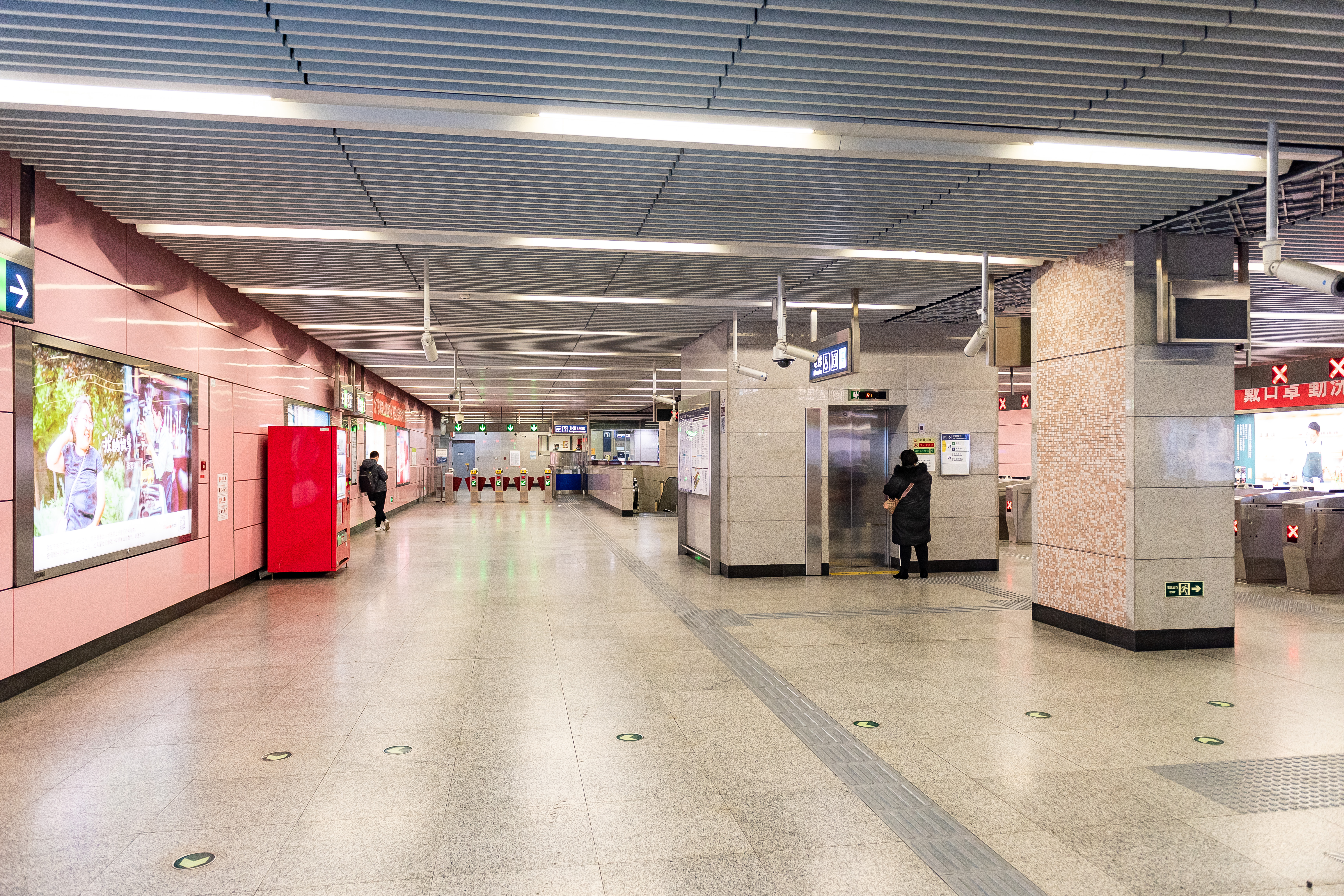
站厅（2021年3月摄）

新街口站的站厅位于地下一层，沿西直门内大街呈东西走向。站厅中央设有1部前往站台的直梯。

### 站台
新街口站设有1个岛式站台，位于西直门内大街地底。本站月台西端设有一条存车线。

## 出入口
新街口站共有4个出入口。
|                       |              | |      |            |
| 编号                  | 指示         | 建议前往的目的地                                                                                             | 图片 | 无障碍设施 |
| 出口 · A              | 西直门内大街 | 西直门内大街（北侧）、北京结核病控制研究所、北京市西城区教育研修学院、西城区文化中心                         |      | 不適用     |
| 出口 · B · 升降机标志 | 西直门内大街 | 西直门内大街（北侧）、后海、西城区青少年儿童图书馆、北京市西城区地方税务局、新街口派出所                     |      |            |
| 出口 · C              | 赵登禹路     | 赵登禹路（西侧）、北京市西城区少年宫、北京市市政工程设计研究总院研究所、冠华大厦、北京三中                   |      | 不適用     |
| 出口 · D              | 西直门内大街 | 西直门内大街（南侧）、北京广播电视大学西城分校、北京市西城经济科学大学、西城区委党校、北京市西城区文化委员会 |      | 不適用     |
| 註： 設有             |              | |      |            |